# سنهدرین

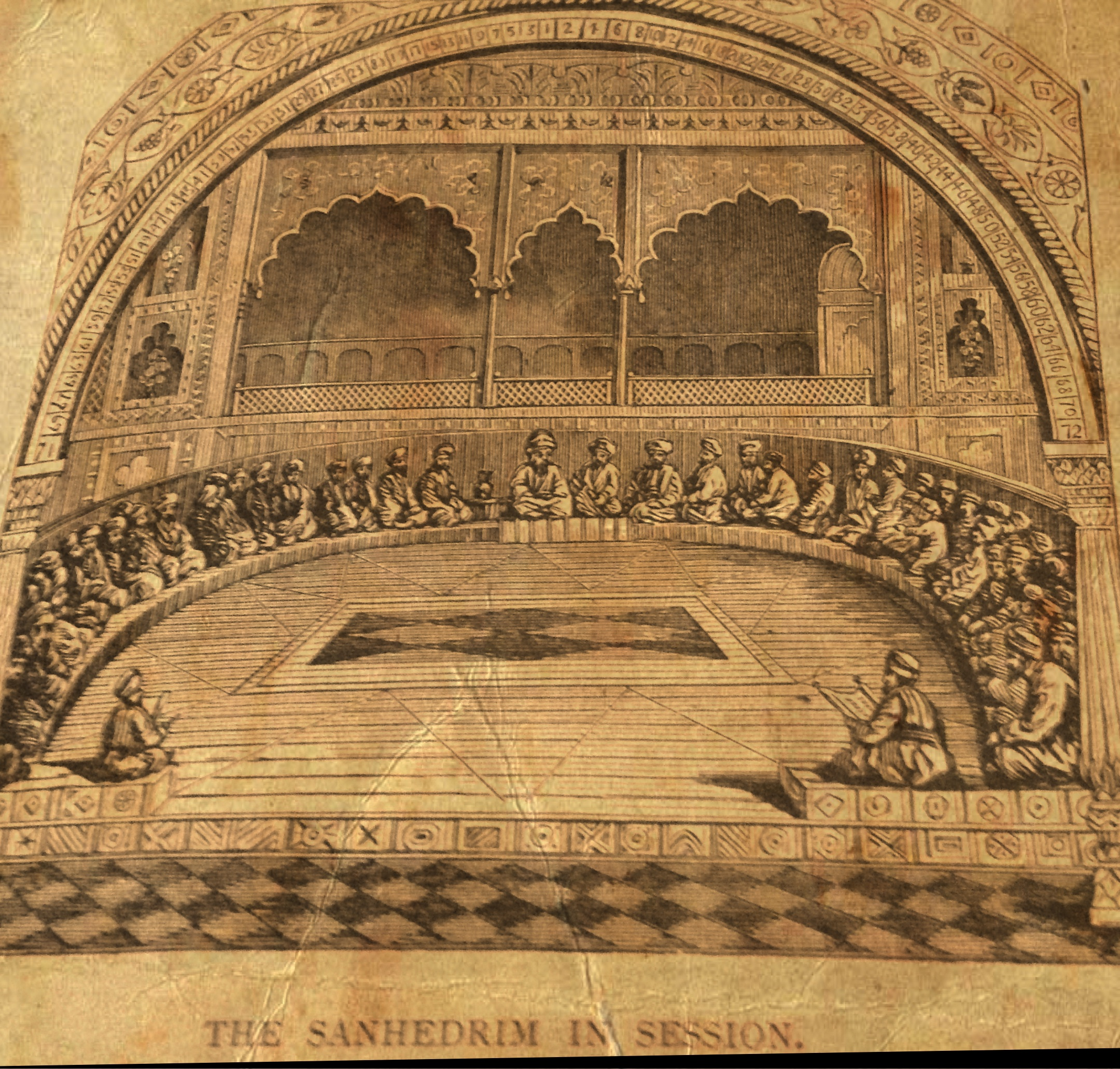
عکسی از سنهدرین در زمان گذشته

سَنْهِدْرین (عبری: סנהדרין؛ یونانی: συνέδριον سِنِدریون به معنی «با هم نشستن» یا «انجمن») دادگاه و شورای عالی یهودیان در زمان گذشته بود که از بیست و سه داور یا قاضی یا ربی در هر شهر و یا هفتاد و یک قاضی از تمام شهرهای سرزمین باستانی اسرائیل به عنوان سنهدرین بزرگ تشکیل می‌شد. اعضای سنهدرین بزرگ، ۷۱ تن بودند. سنهدرین بزرگ، در اورشلیم، واقع بود. دادگاه در همه روزها، جز در روزهای عید و روز سبت، برقرار بود. رئیس سنهدرین ناسی و رئیس عدالت آن او بیت دین نامیده می‌شد. سنهدرین، در زمان تئودوسیوس دوم منحل شد و عنوان ناسی نیز ممنوع گشت. در زمان عمر بن خطاب، تلاش هایی برای احیای سنهدرین در اورشلیم صورت گرفت؛ اما موفقیت‌آمیز نبود.